# Билибин, Иван Яковлевич
Ива́н Я́ковлевич Били́бин (4 [16] августа 1876, Тарховка, Санкт-Петербургская губерния — 7 февраля 1942[…] или 8 февраля 1942, Ленинград) — русский живописец и график, последователь ретроспективизма, важная фигура среди петербургских художников Серебряного века, позднее — эмигрант-возвращенец первой волны, педагог. Член обществ «Мир искусства» (в 1900–1903 и с 1910), один из членов-учредителей «Союза русских художников» (в 1903–1910), преподаватель Института живописи, скульптуры и архитектуры в Ленинграде (с 1936).

## Биография
Родился 4 (16) августа 1876 года в посёлке Тарховка в окрестностях Сестрорецка (близ Петербурга), в семье военно-морского врача Якова Ивановича Билибина (1838—1904). По состоянию на 1900 год, Билибин-отец занимал должность главного врача Морского госпиталя военно-морского порта Александра III в Либаве и имел чин действительного статского советника, равный чину контр-адмирала. Неизвестно, был ли отец Билибина дворянином по рождению, однако чин IV класса Табели о рангах автоматически давал ему право на потомственное дворянство.
В 1888 году поступил в Первую Санкт-Петербургскую классическую гимназию, которую окончил с серебряной медалью в 1896 году. В 1900 году окончил юридический факультет Санкт-Петербургского университета. В 1895—1898 годах занимался в рисовальной школе Общества поощрения художеств. В 1898 году два месяца учился в мастерской художника Антона Ашбе в Мюнхене. Несколько лет (1898—1900) занимался под руководством Ильи Репина в школе-мастерской княгини Марии Тенишевой; в 1900–1904 годах, также под руководством Репина, — в Высшем художественном училище при Академии художеств.
Жил преимущественно в Санкт-Петербурге. После образования художественного объединения «Мир искусства» стал его активным членом.
В 1899 году впервые приезжает в деревню Ёгна Весьегонского уезда Тверской губернии, где гостит в усадьбе своих друзей, юриста П. П. Гронского и его супруги, у которых позже неоднократно бывал. Здесь он впервые создаёт иллюстрации в ставшем впоследствии «билибинском» стиле к своей первой книге «Сказка о Иван-царевиче, Жар-птице и о Сером волке».
В 1902, 1903 и 1904 годах посещал Вологодскую, Олонецкую и Архангельскую губернии, куда его командировал этнографический отдел Музея Александра III для изучения деревянной архитектуры.
Художественный талант Билибина ярко проявился в его иллюстрациях к русским сказкам и былинам, а также в работах над театральными постановками. С 1899 по 1902 год он создаёт серию из шести «Сказок», изданных Экспедицией заготовления государственных бумаг, затем то же издательство выпускает сказки Пушкина с иллюстрациями Билибина. В частности, появились «Сказка о царе Салтане» (1905) и «Сказка о золотом петушке» (1910). В 1905 году издана иллюстрированная Билибиным былина «Вольга», а в 1911 году — сказки Рославлева в издательстве «Общественная Польза». К тому же «сказочному» стилю с древнерусскими орнаментальными мотивами относится постановка оформленной Билибиным оперы «Золотой петушок» в 1909 году в театре Зимина в Москве.

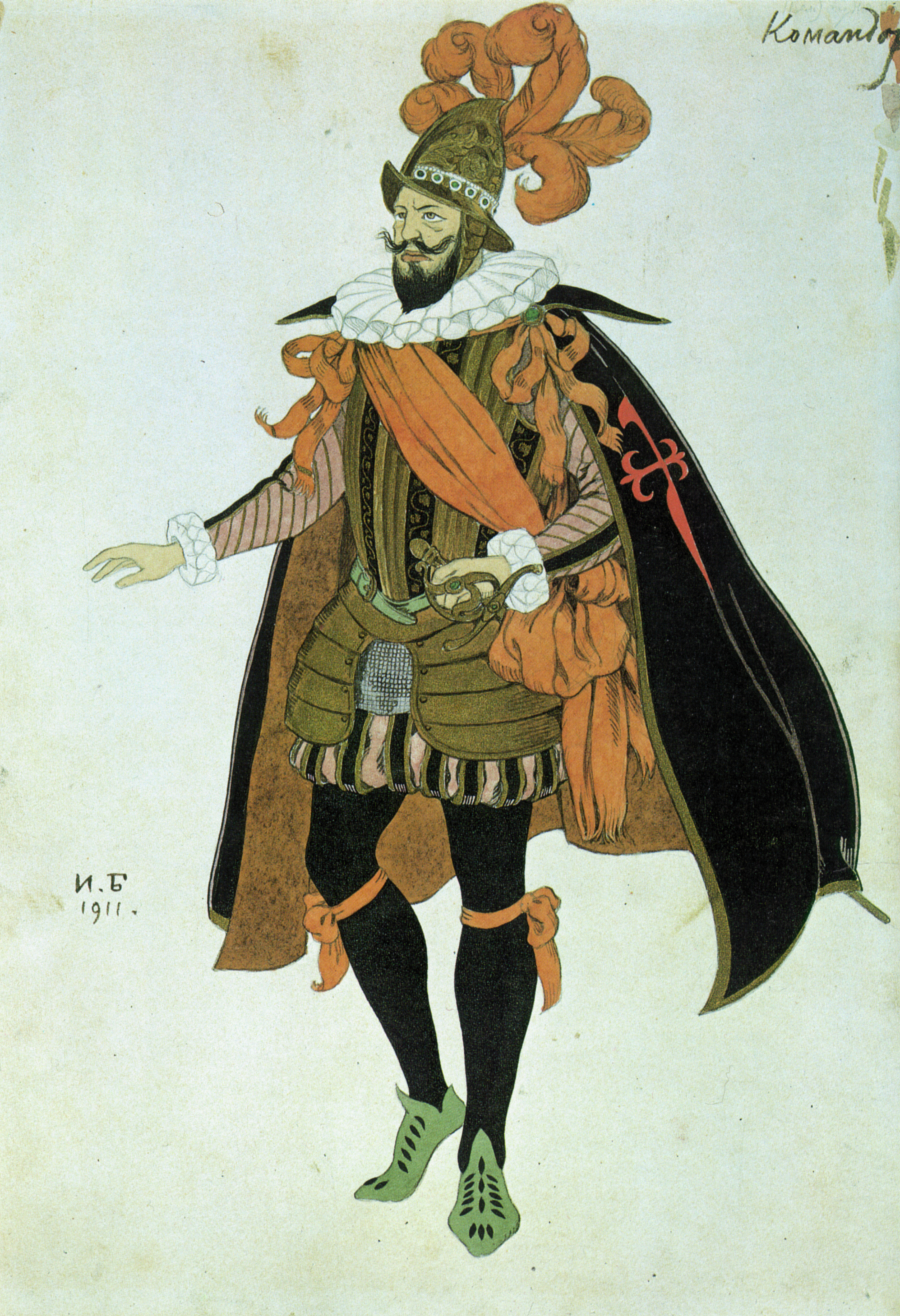
Эскиз костюма Командора к драме Лопе де Веги «Фуэнте Овехуна». Старинный театр. 1911

В духе французской мистерии представлено им «Чудо св. Теофила» (1907), воссоздающее средневековую религиозную драму; Испанией XVII века вдохновлены эскизы костюмов к драме Лопе де Вега «Овечий источник», к драме Кальдерона «Чистилище св. Патрика» — театральная постановка «Старинного театра» в 1911 году. Шутливой карикатурой на ту же Испанию веет от водевиля Фёдора Сологуба «Честь и Месть», поставленного Билибиным в 1909 году.
Заставки, концовки, обложки и другие работы Билибина встречаются в таких журналах начала XX века, как «Мир искусства», «Золотое Руно», в изданиях «Шиповника» и «Московского книгоиздательства».
Во время революции 1905—1907 годов создавал революционные карикатуры.
С 1907 года преподавал в классе графического искусства школы Общества поощрения художеств, продолжая преподавание до 1917 года. Среди его учеников в школе были Георгий Нарбут, Константин Елисеев, Леонид Хортик, Август Розилехт, Николай Кузьмин, Рене О’Коннель (в итоге некоторое время бывшая сожительницей своего наставника), Кира Воронец-Попова.
В этом же году группа московских и петербургских интеллигентов купила земельный участок на Южном берегу Крыма, в Батилимане, для постройки дач. Билибин был одним из компаньонов, другими пайщиками стали писатели Владимир Короленко, Александр Куприн, Сергей Елпатьевский, Евгений Чириков, художник Владимир Дервиз, профессора Абрам Иоффе, Владимир Вернадский, Михаил Ростовцев. По жребию Билибину достался отрезок земли у самого моря, на котором уже стоял рыбачий домик. К домику была пристроена мастерская. После этого ежегодно, по окончании занятий в школе ОПХ, Билибин отправлялся в Батилиман и возвращался в Петербург осенью, к началу занятий.
В 1915 году участвовал в учреждении Общества возрождения художественной Руси наряду со многими другими художниками своего времени.

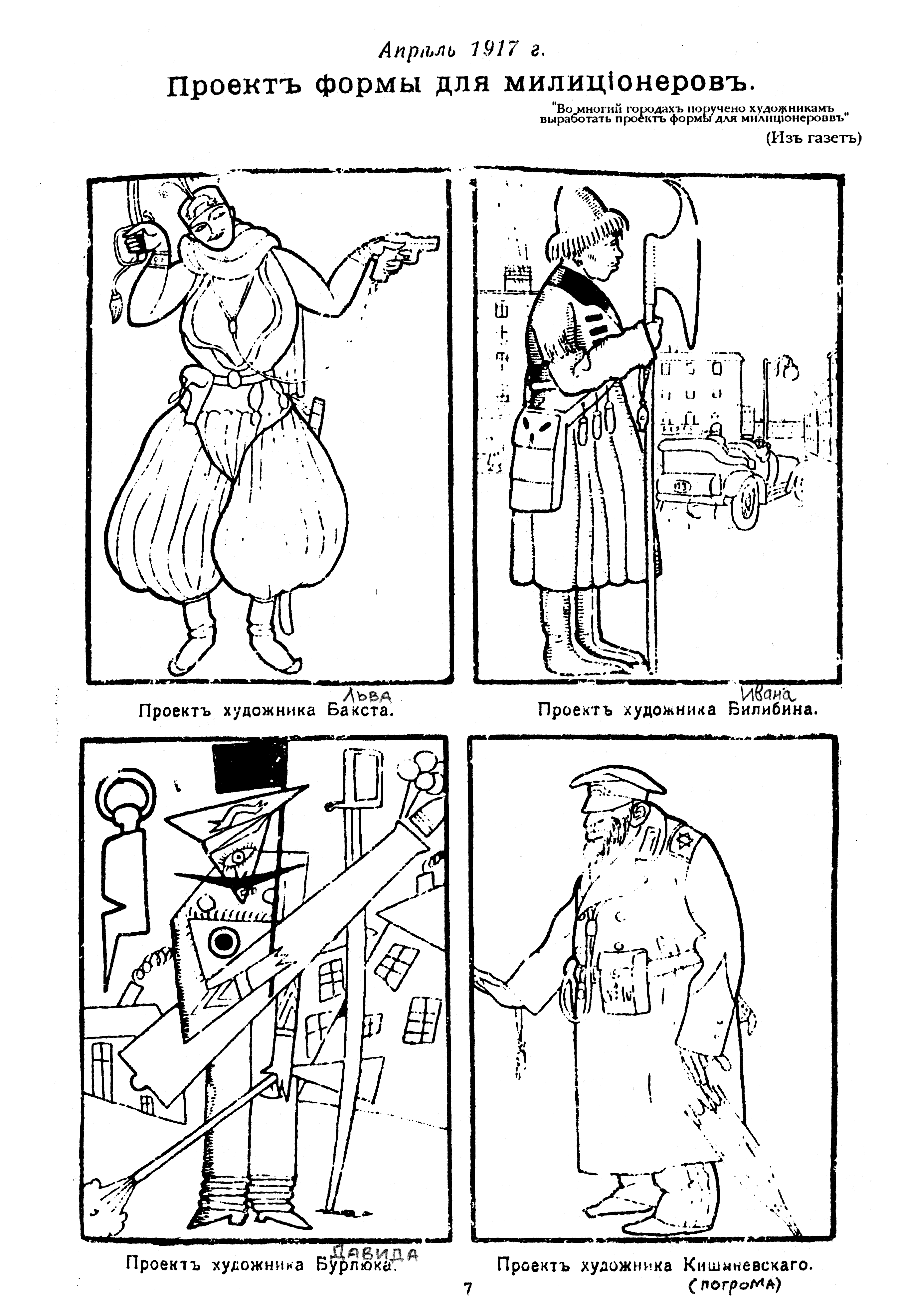
Проект формы милиции от имени Леона Бакста, Ивана Билибина, Давида Бурлюка и Соломона Кишинёвского. Карикатура. 1917

После Февральской революции создал эскиз с изображением двуглавого орла, который использовался в качестве временного символа Российской республики. В 1992 году сходный рисунок художника был положен в основу эмблемы Банка России.
В 1917 году растался со второй супругой Рене О’Коннель. После Октябрьской революции уехал в Крым, в Батилиман, где жил до сентября 1919 года.
До декабря 1919 года находился в Ростове-на-Дону, затем с отступлением Белой армии попал в Новороссийск.

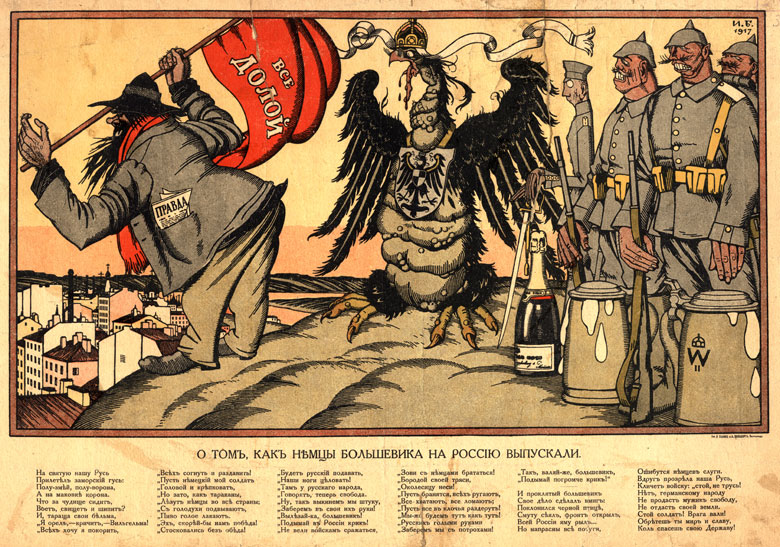
Плакат «О том как немцы большевика на Россию выпускали», 1917 год

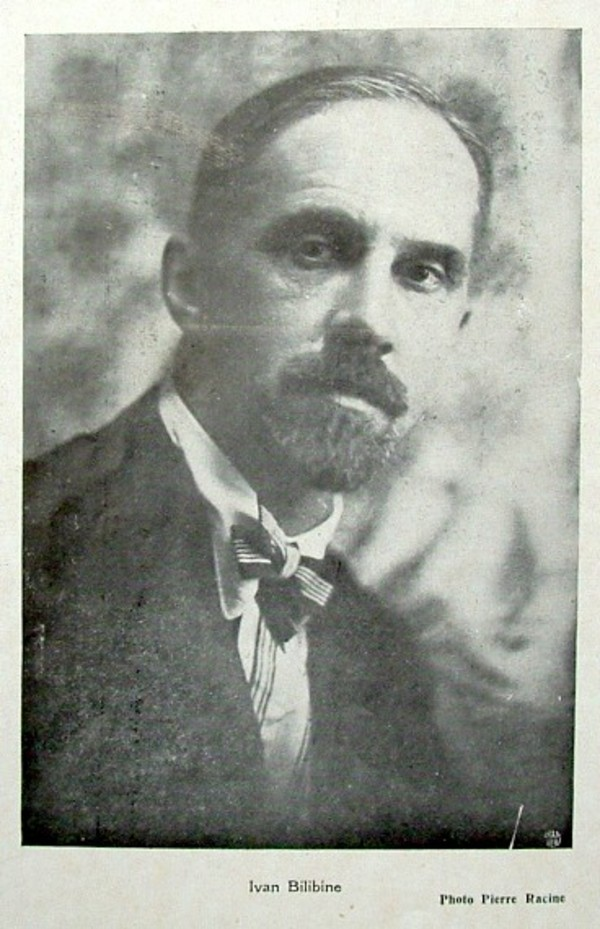
Билибин в 1920-е годы

### В эмиграции
21 февраля 1920 года на пароходе «Саратов» эвакуировался из Новороссийска. Из-за наличия больных на борту пароход не высаживал людей в Константинополе или в Фамагусте на Кипре, а прибыл в Египет, где русские беженцы были помещены английскими властями в лагерь в Эт-Тель-эль-Кебире. С 1920 года Билибин жил в Каире. В Египте он работал над эскизами панно и фресок в византийском стиле для особняков богатых греческих купцов. Изучал египетское искусство, сперва мусульманское и коптское, а затем искусство Древнего Египта.
В феврале 1923 года женился на художнице Александре Васильевне Щекатихиной-Потоцкой, приехавшей к нему в Каир вместе с сыном Мстиславом. Летом 1924 года путешествовал с семьёй по Сирии и Палестине. В октябре 1924 года поселился в Александрии.
В августе 1925 года переехал в Париж. В это время готовил блистательные декорации к постановкам русских опер, его приглашали оформить балет Стравинского «Жар-птица» в Буэнос-Айресе. В 1934—1935 годах создал для оперных постановок Пражского Национального театра и Городского театра в Брно декорации и костюмы к «Сказке о царе Салтане» и «Сказанию о невидимом граде Китеже» Н. А. Римского-Корсакова.
Выполнял иллюстрации к русским сказкам, сказкам братьев Гримм, сказкам Тысячи и одной ночи.
Масон, был посвящён в русской парижской ложе «Северная звезда». Затем стал членом-основателем другой русской ложи — «Свободная Россия», её обрядоначальник в 1932 году.
Со временем Билибин захотел вернуться на родину[уточнить]. В 1935—1936 годах участвовал в оформлении советского посольства в Париже, создал монументальное панно «Микула Селянинович».

### В СССР
В 1936 году на теплоходе «Ладога» вернулся в Советский Союз и поселился в Ленинграде. Преподавал в Институте живописи, скульптуры и архитектуры при вновь созданной Академии художеств, продолжал работать как иллюстратор и художник театра.
В 1937—1942 годах жил и работал в доме № 25 (кв. 46) по Гулярной улице Ленинграда (нынешняя улица Лизы Чайкиной), о чём говорит мемориальная доска на этом доме.
После начала Великой Отечественной войны отказался эвакуироваться и умер в блокадном Ленинграде 7 февраля 1942 года в больнице при Академии художеств от истощения. Последней его работой стала подготовительная иллюстрация к былине «Дюк Степанович» в 1941 году. Похоронен в братской могиле профессоров Академии художеств на острове Декабристов.
Большое количество произведений Ивана Билибина находится в Ивангородском городском музее (Ивангород, Ленинградская область).

## Билибинский стиль
Для билибинского портрета характерно графическое представление. Начиная работу над рисунком, Билибин набрасывал эскиз будущей композиции. Чёрные орнаментальные линии чётко ограничивают цвета, задают объём и перспективу в плоскости листа. Заполнение акварельными красками чёрно-белого графического рисунка только подчёркивает заданные линии. Для обрамления рисунков Билибин щедро использовал орнамент.

## Семья
- Первая жена — Мария Яковлевна Чемберс (Чемберс-Билибина) (1874—1962). Художник, книжный график, театральный художник. Училась в Рисовальной школе Общества Поощрения художеств. С 1900 года работала как книжный график. Выставлялась с 1909 года. Сестра театрального художника, графика Владимира Чемберса (1877—1934; с 1917 года жил в Англии).

Жена Билибина с 1902 по 1911 год. Мать его сыновей Александра (1903—1972) и Ивана (1908—1993). В 1914 году уехала с детьми в Англию; в Россию с тех пор не возвращалась. Александр в 9 лет потерял слух, но это не помешало ему успешно получить образование и стать известным в Англии театральным художником. В 1927—1936 гг. Александр навещал отца, занимался рисунком под его руководством и помогал в работе над эскизами росписи русской православной церкви Успения Пресвятой Богородицы в Праге. Сын Иван также остался жить в Англии, журналист, в 1976 году возглавил Канцелярию главы Российского императорского дома, в 1992 году посетил Россию во время похорон Владимира Кирилловича Романова.
- Вторая жена (а правильнее — сожительница) — Рене Рудольфовна О’Коннель-Михайловская (урожд. О’Коннель; 1891—1981). Художник по фарфору, график. Родной дед художницы — ирландский патриот Даниэл О`Коннел. Родилась в Париже, приехала в Россию около 1910 года. Училась у Билибина в Рисовальной школе Общества Поощрения художеств[9]. После окончания школы преподавала в ней. Работала художником на Императорском фарфоровом заводе (Государственный фарфоровый завод).

Жена Билибина с 1912 по 1917 год. В 1922—1932 годах работала на Ленинградском фарфоровом заводе им. М. В. Ломоносова. В 1940—1950-х годах работала на ЗИК. От второго брака, с Сергеем Николаевичем Михайловским (1885—1927), имела двоих детей — дочь Еву (1920—1942, погибла в блокаду) и сына, погибшего по пути из Ленинграда к матери в Сибирь. В середине 1930-х годов была репрессирована, до 1953 года находилась в ссылке. В ссылке вышла замуж в третий раз. После войны жила в Ленинграде. Работала в фарфоре и в 1950-х годах.
- Третья жена — Александра Васильевна Щекатихина-Потоцкая (урожд. Щекатихина; 1892—1967). Художник по фарфору, живописец, график. Родилась в Александровске. С 1908 года жила в Петербурге. Училась в Рисовальной школе Общества Поощрения художеств в 1908—1913 годах. С 1915 года участвовала в выставках. С 1918 года и на протяжении всей жизни (с перерывами) работала художником на Императорском фарфоровом заводе (Государственный фарфоровый завод)[12]. От первого брака с юристом Николаем Филипповичем Потоцким (1881—1920) имела сына Мстислава (1916—1998).

Жена Билибина с февраля 1923 года. С февраля 1923 года жила вместе с ним в Египте, с августа 1925 года жила с мужем во Франции, в Париже. В 1936 году вернулась с сыном и мужем из Парижа в Ленинград, продолжила работу на Государственном фарфоровом заводе.

## Произведения

### Книжная графика
- 1899 — «Сказка об Иване-царевиче, Жар-птице и о Сером волке»
- 1899—1900, 1902 — «Василиса Прекрасная»
- 1899 — «Царевна-Лягушка»
- 1900 — «Перышко Финиста Ясна-Сокола»
- 1900—1901 — «Марья Моревна»
- 1901—1902 — «Сестрица Аленушка и братец Иванушка»
- 1902 — «Белая уточка»
- 1903 — Былина «Вольга»
- 1904—1905 — «Сказка о царе Салтане» А. С. Пушкина
- 1906 — «Сказка о золотом петушке» А. С. Пушкина
- 1908 — «Сказка о рыбаке и рыбке» А. С. Пушкина (неопубликован, сохр. неск. илл.)
- 1908 — «Руслан и Людмила» А. С. Пушкина
- 1911 — «Сказки» А. С. Рославлева
- 1919 — «Поди туда — не знаю куда, принеси то — не знаю что…»
- 1931 — Contes de l’Isba (Сказки из избы)
- 1932—1933 — Francis Carpenter. Tales of Russian Grandmother (Сказки русской бабушки)
- 1932 — Contes de la couleuvre (Сказки ужихи)
- 1933 — Conte du petit poisson d’or (Сказка о золотой рыбке)
- 1934 — Le Tapis Volant (Летучий ковер)
- 1936 — Le farouche Abd-el-Kader
- 1936 — Adhémar de Montgon. Henri IV
- 1937 — «Русалочка»
- 1937 — M. Percheron. Moscou
- 1937 — А. Н. Толстой. «Петр Первый»
- 1939 — М. Ю. Лермонтов. «Песнь про царя Ивана Васильевича, молодого опричника и удалого купца Ивана Калашникова»
- 1940 — «Слово о стольном Киеве и о русских богатырях», сборник былин Н. В. Водовозова

### Театрально-декоративное искусство
- 1904 — Эскизы декораций и костюмов к опере «Снегурочка». Пражский Национальный театр.
- 1907 — Эскизы декораций и костюмов к мираклю «Действо о Теофиле». Старинный театр. Петербург.
- 1908 — Эскизы русских костюмов к опере «Борис Годунов» антрепризы Дягилева в Париже.
- 1908 — Эскизы декораций и костюмов к комедии «Честь и месть». Театр «Лукоморье».
- 1909 — Эскизы декораций и костюмов к опере «Золотой петушок». Оперный театр Зимина в Москве.
- 1909 — костюмы для танц. сюиты «Пир» (Русские сезоны, балетм. М. М. Фокин)
- 1911 — Эскизы декораций и костюмов к комедии «Фуэнте Овехуна». Старинный театр.
- 1911 — Эскизы декораций и костюмов к драме «Чистилище Святого Патрика». Старинный театр.
- 1913 — Эскизы декораций и костюмов к опере «Аскольдова могила».
- 1913 — Эскизы декораций и костюмов к опере «Руслан и Людмила».
- 1914 — Эскизы декораций и костюмов к опере «Садко». Петербургский народный дом.
- 1923 — декорации и костюмы для балетов Н. Н. Черепнина, поставленных в 1923 труппой А. П. Павловой, — «Русская сказка» (балетм. Л. Л. Новиков) и «Роман мумии» (балетм. И. Н. Хлюстин)
- 1928 — Эскизы декораций и костюмов к опере «Сказка о царе Салтане». Театр Елисейских полей. Париж.
- 1930 — Эскизы декораций и костюмов к опере «Князь Игорь».
- 1930 — Эскизы декораций и костюмов к опере «Царская невеста».
- 1931 — Эскизы декораций и костюмов к опере «Борис Годунов».
- 1931 — Эскизы декораций и костюмов к балету «Жар-птица». Театр Колон. Буэнос-Айрес, балетм. Фокин
- 1934 — Эскизы декораций и костюмов к опере «Сказание о невидимом граде Китеже и деве Февронии». Брно.
- 1936 — Эскизы декораций и костюмов к опере «Сказка о царе Салтане». Ленинградский театр оперы и балета имени С. М. Кирова.
- 1939 — Эскизы декораций и костюмов к пьесе «Полководец Суворов». Ленинградский театр драмы имени Пушкина.

### Панно и росписи
- 1913 — Эскизы росписей залов Нижегородского отделения Государственного банка.
- 1915 — Эскизы плафонов для Казанского вокзала в Москве (росписи осуществлены не были).
- 1922 — Панно «Борис и Глеб на корабле».
- 1922 — Панно «Красный всадник».
- 1925 — Эскизы фресок и иконостаса для сирийского православного храма в Александрии.
- 1927 — Эскизы фресок и иконостаса для Храма Успения Пресвятой Богородицы на Ольшанском кладбище в Праге.
- 1935 — Панно «Микула Селянинович» в советском посольстве в Париже.

### Галерея

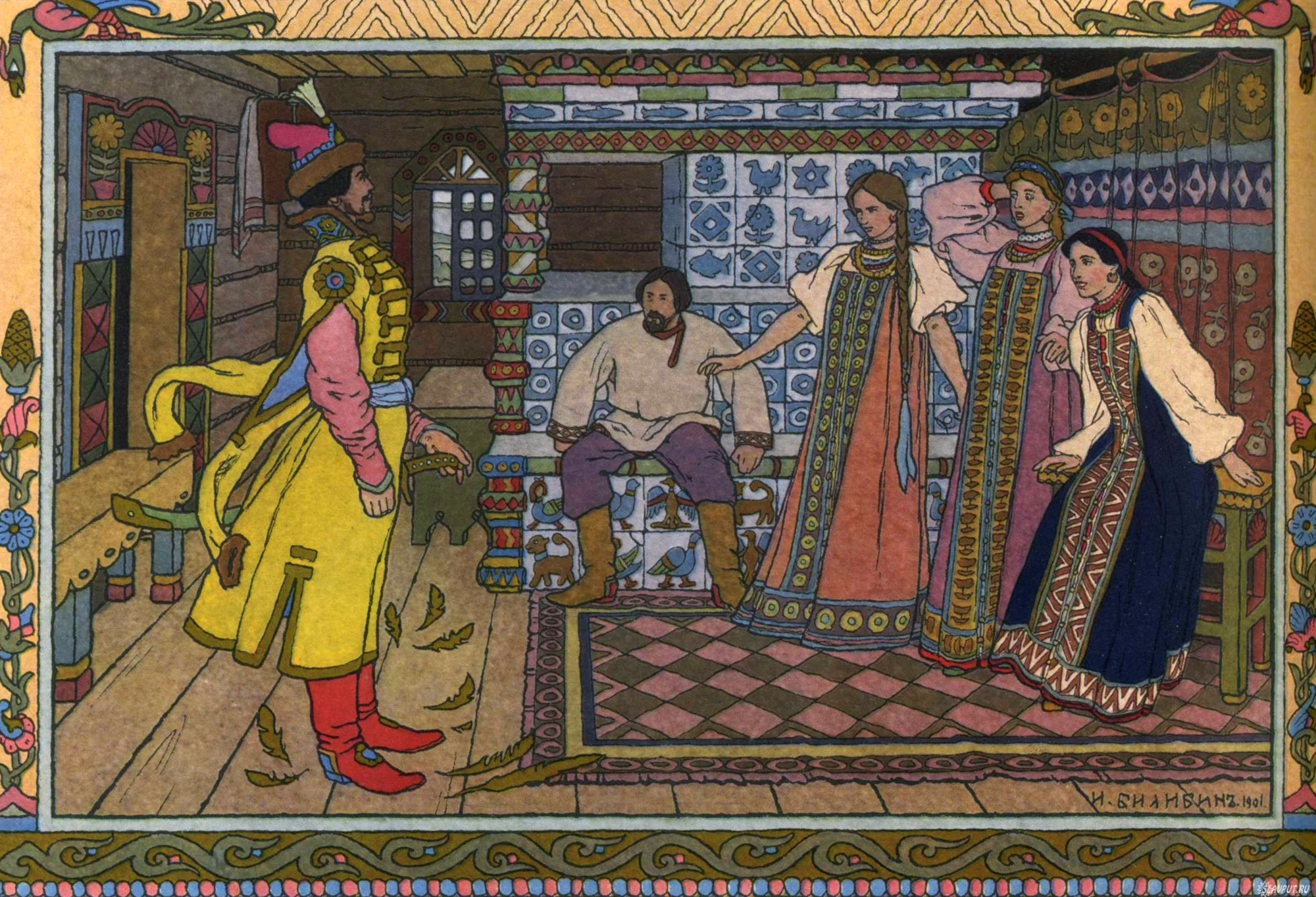
Марья Моревна. 1900
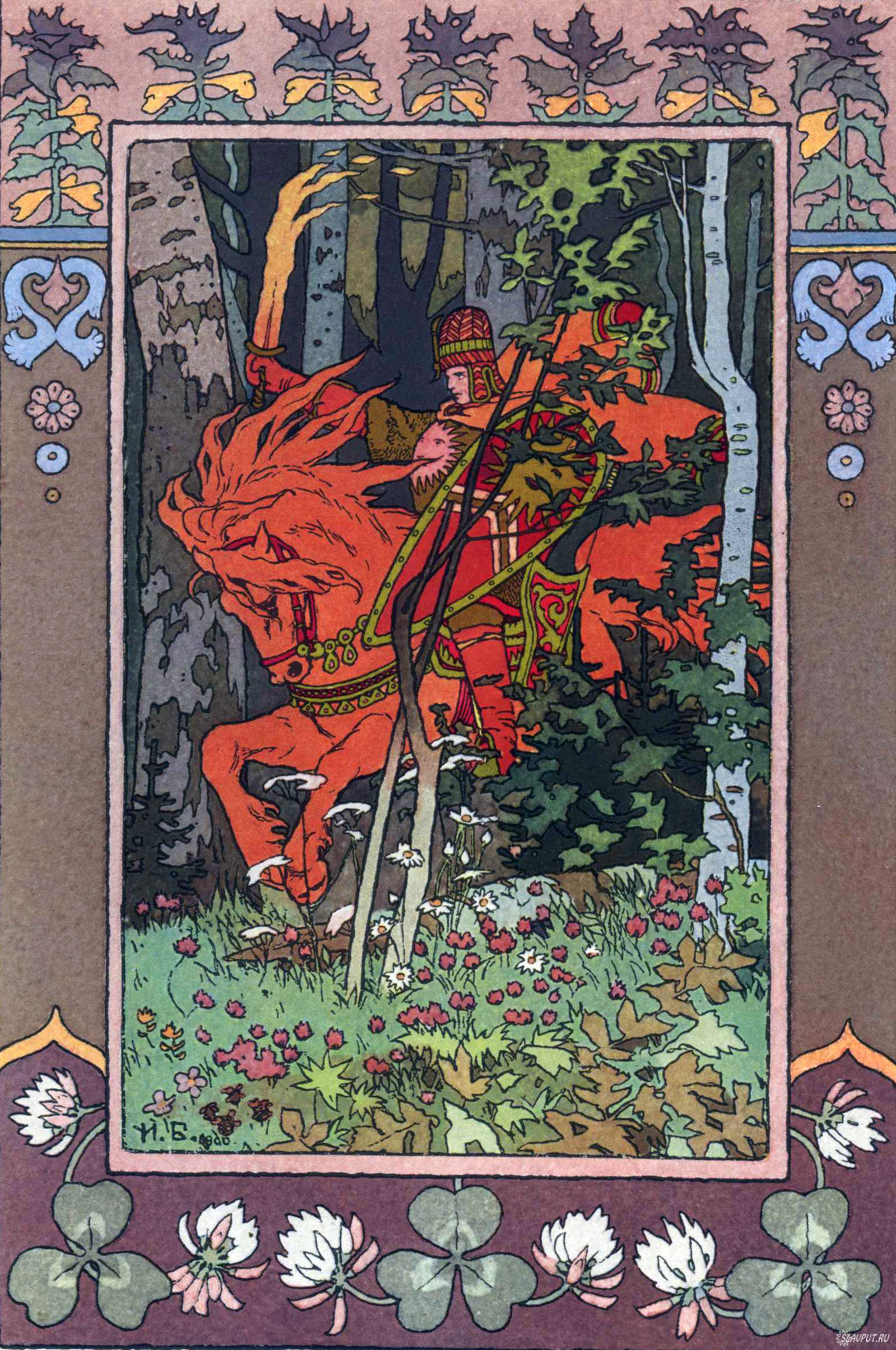
Василиса Прекрасная. 1899—1900, 1902
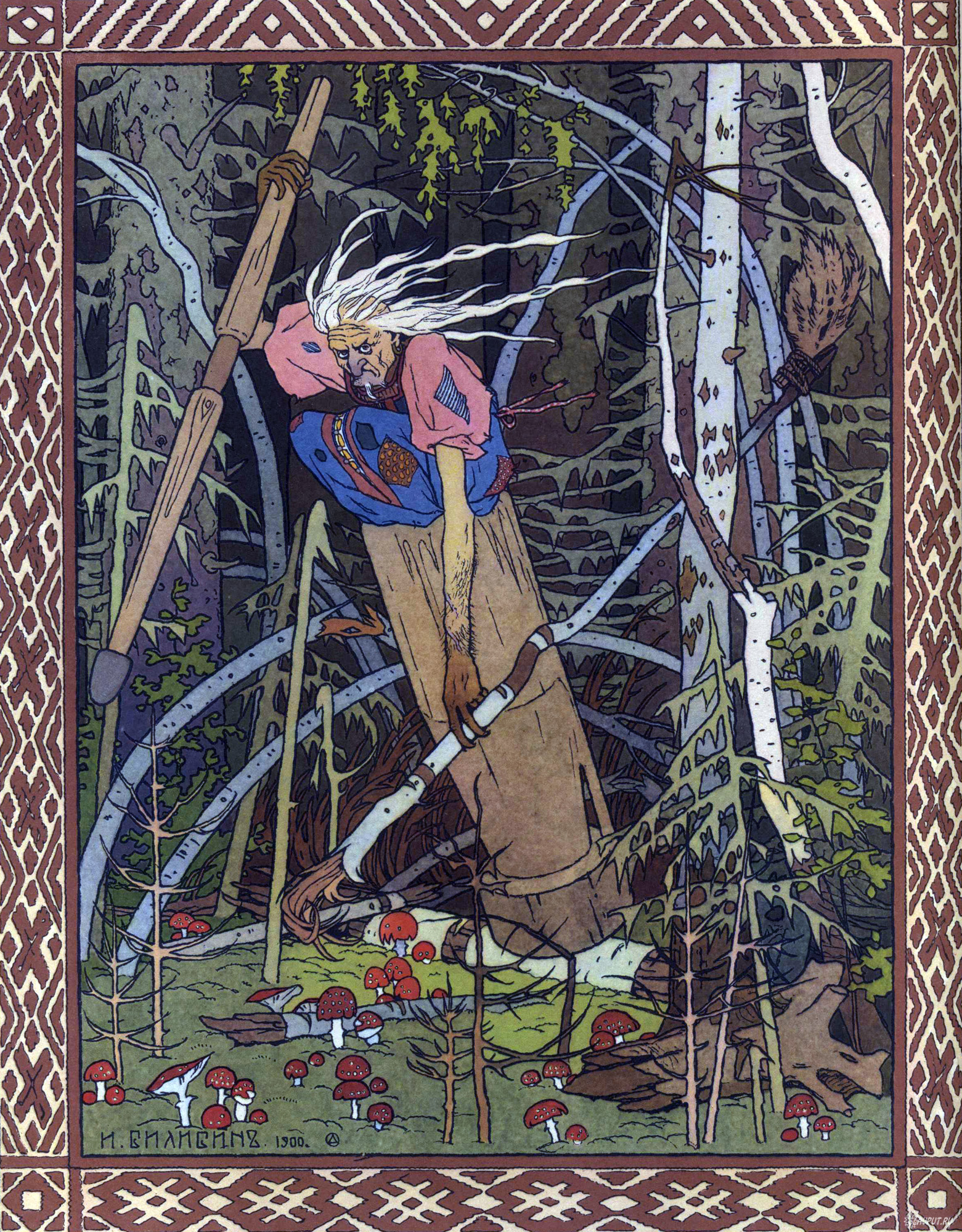
Баба Яга. 1900
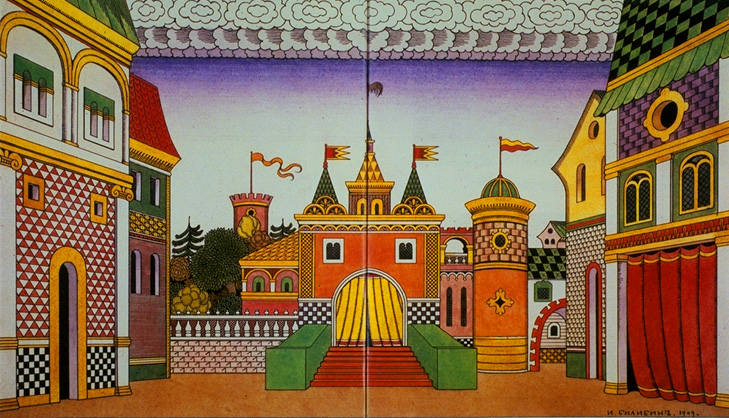
Золотой петушок. 1909
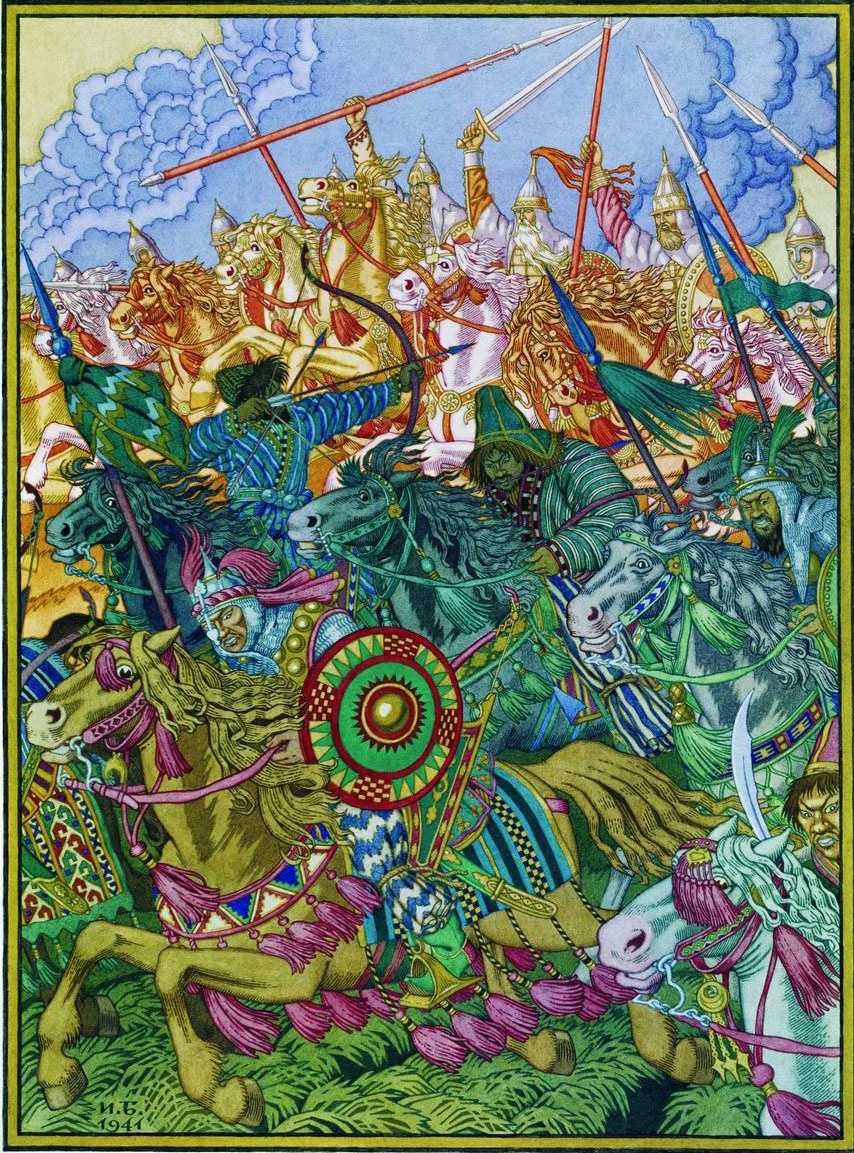
Слово о полку Игореве
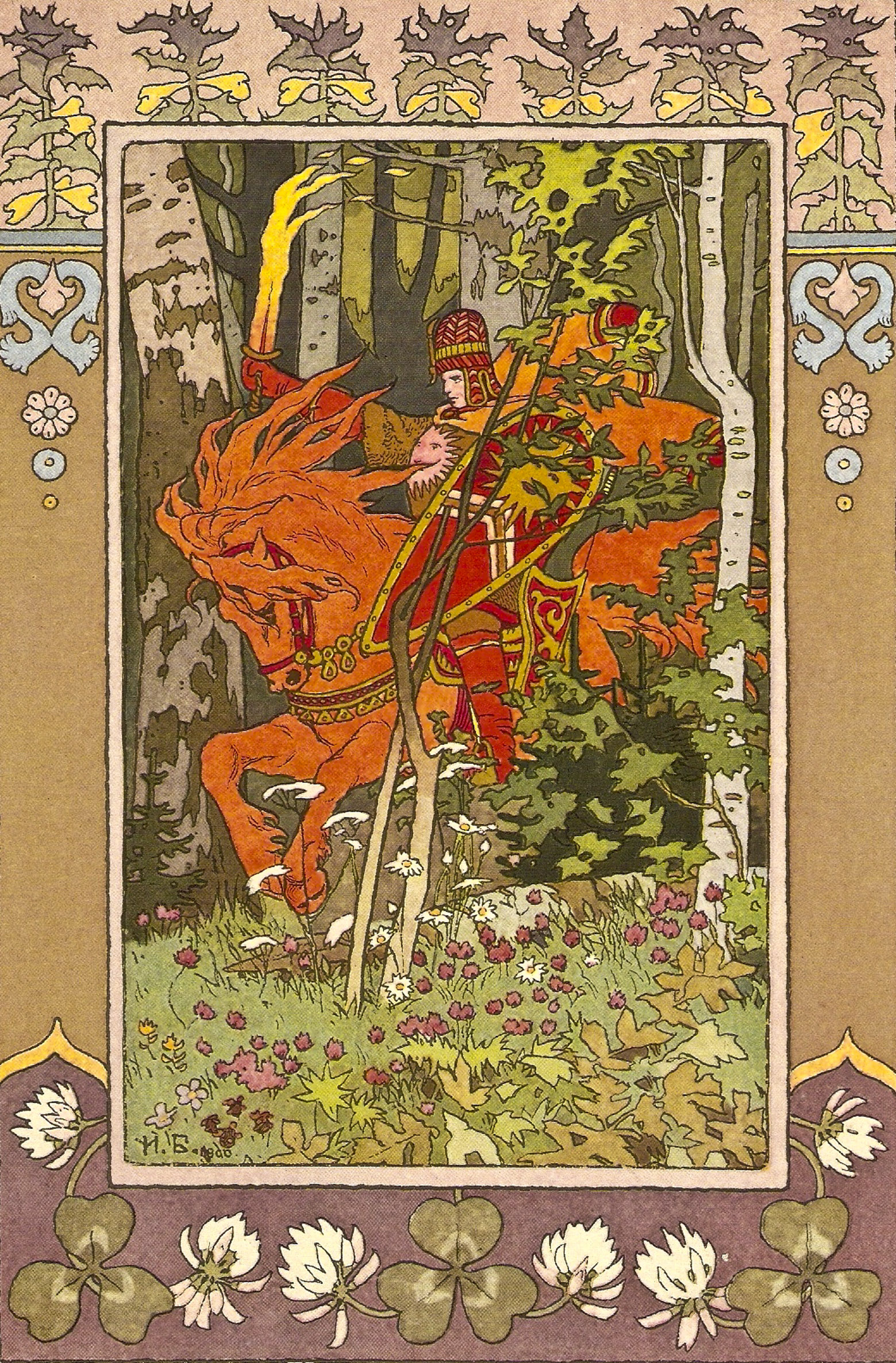
Красный всадник. 1899
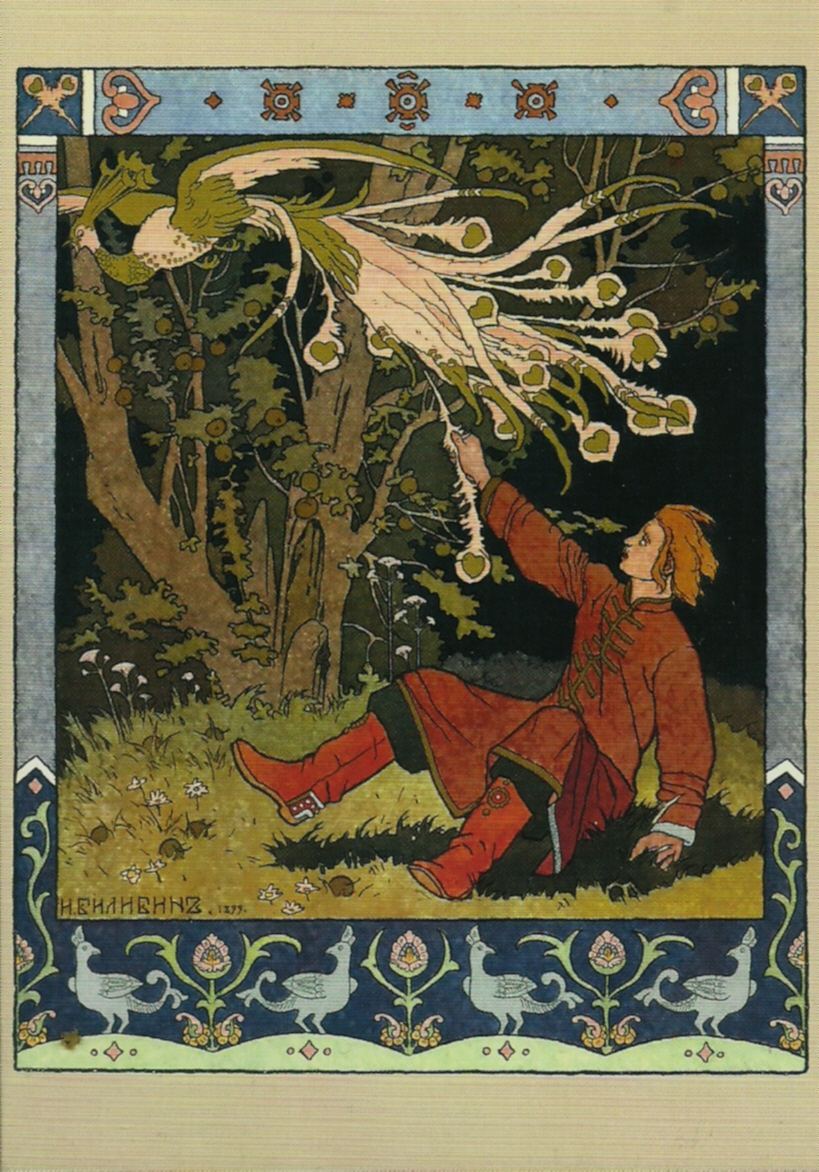
Иван-царевич и Жар-птица. 1899
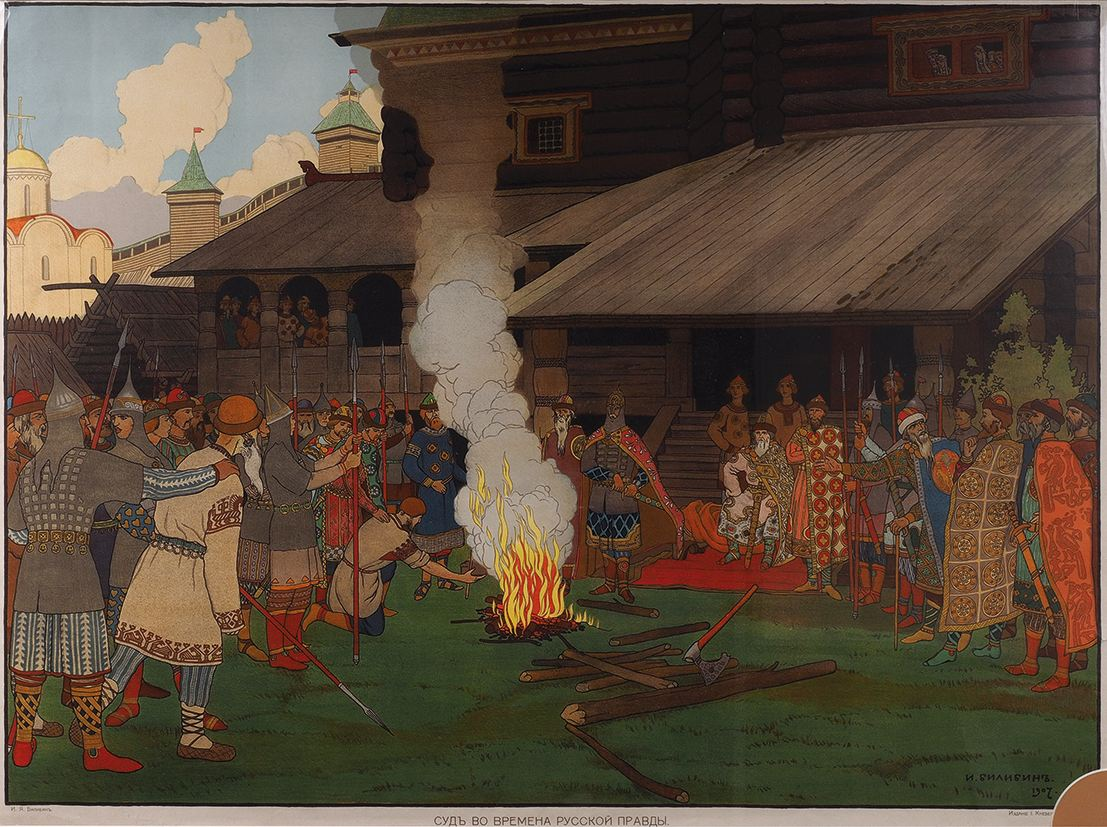
Суд во время Русской Правды
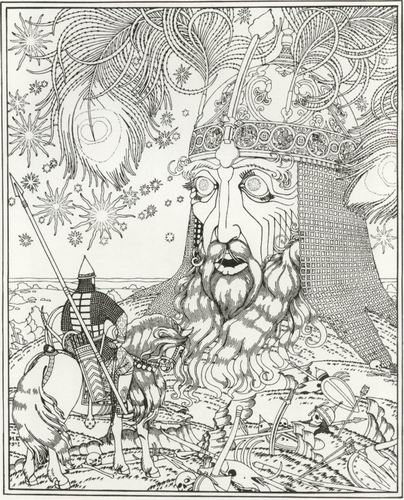
Руслан и Людмила
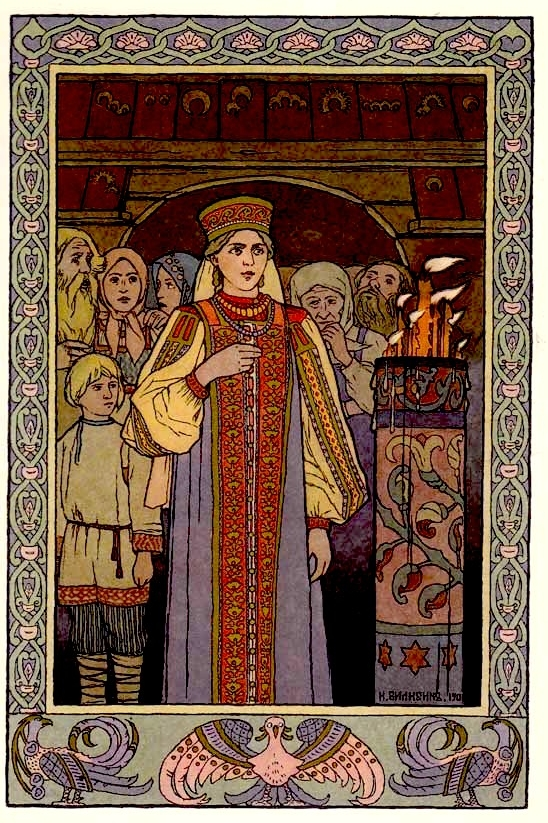
Иллюстрация к сказке «Иван Царевич и Серый Волк». 1900-е гг.
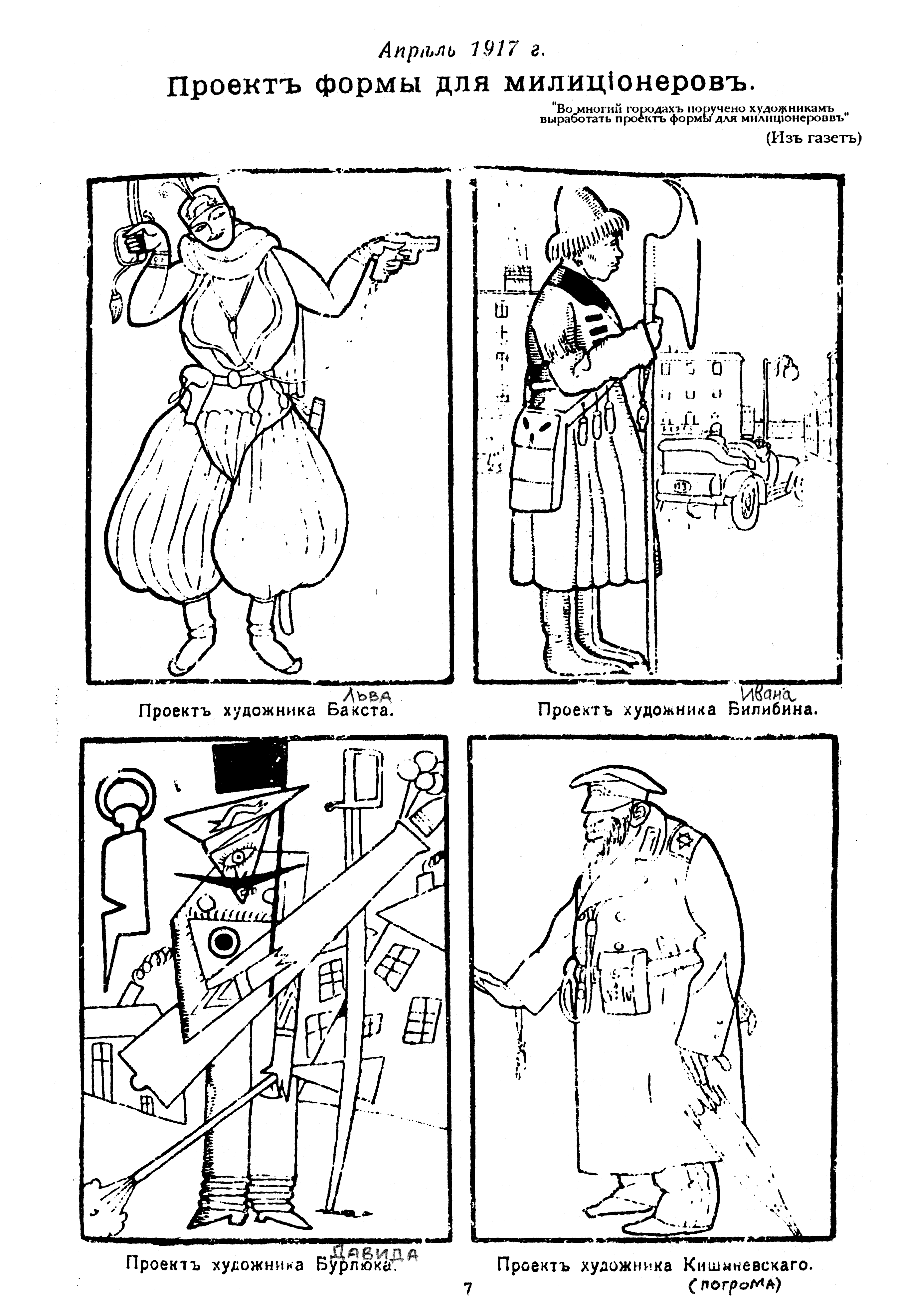
Проект формы милиции от имени Билибина в «русском» стиле. Одесская карикатура. 1917

### Серия открыток «Богатыри»

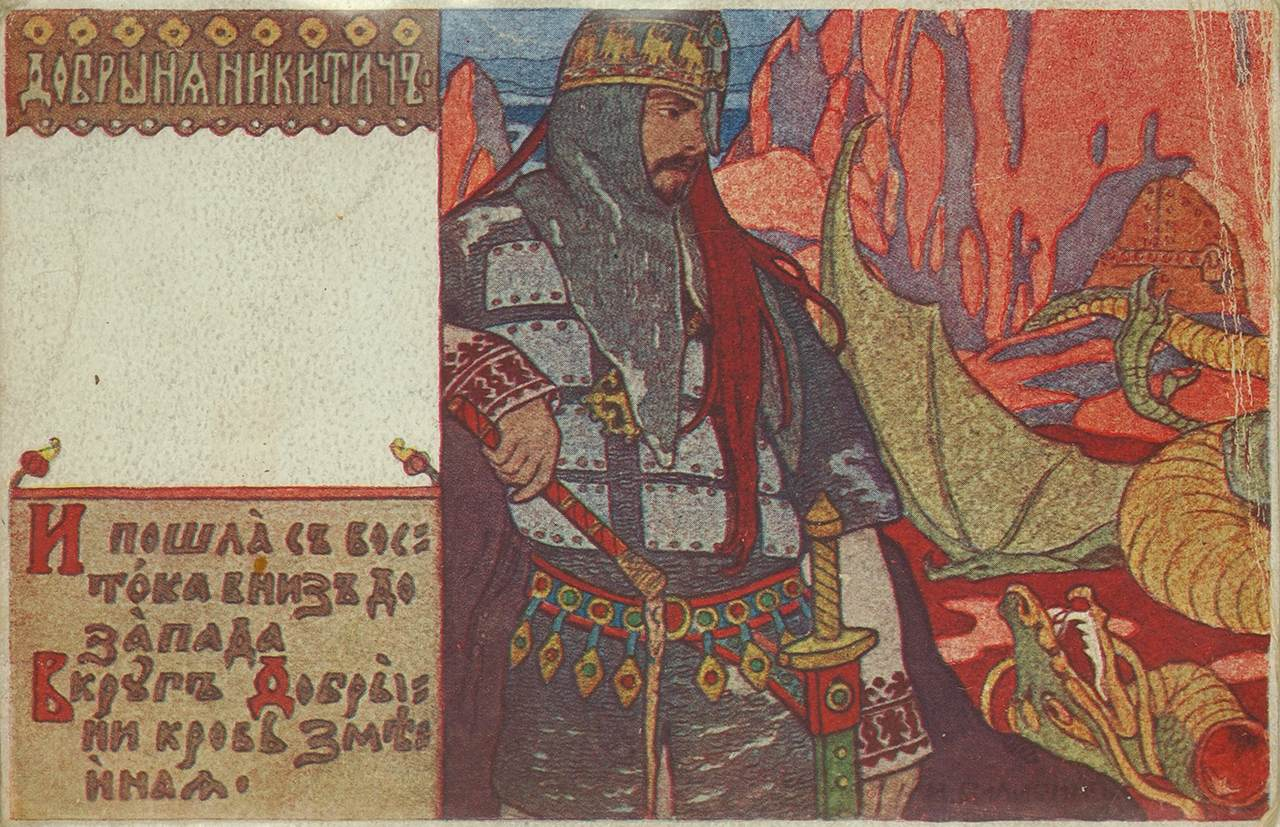
Добрыня Никитич. 1902
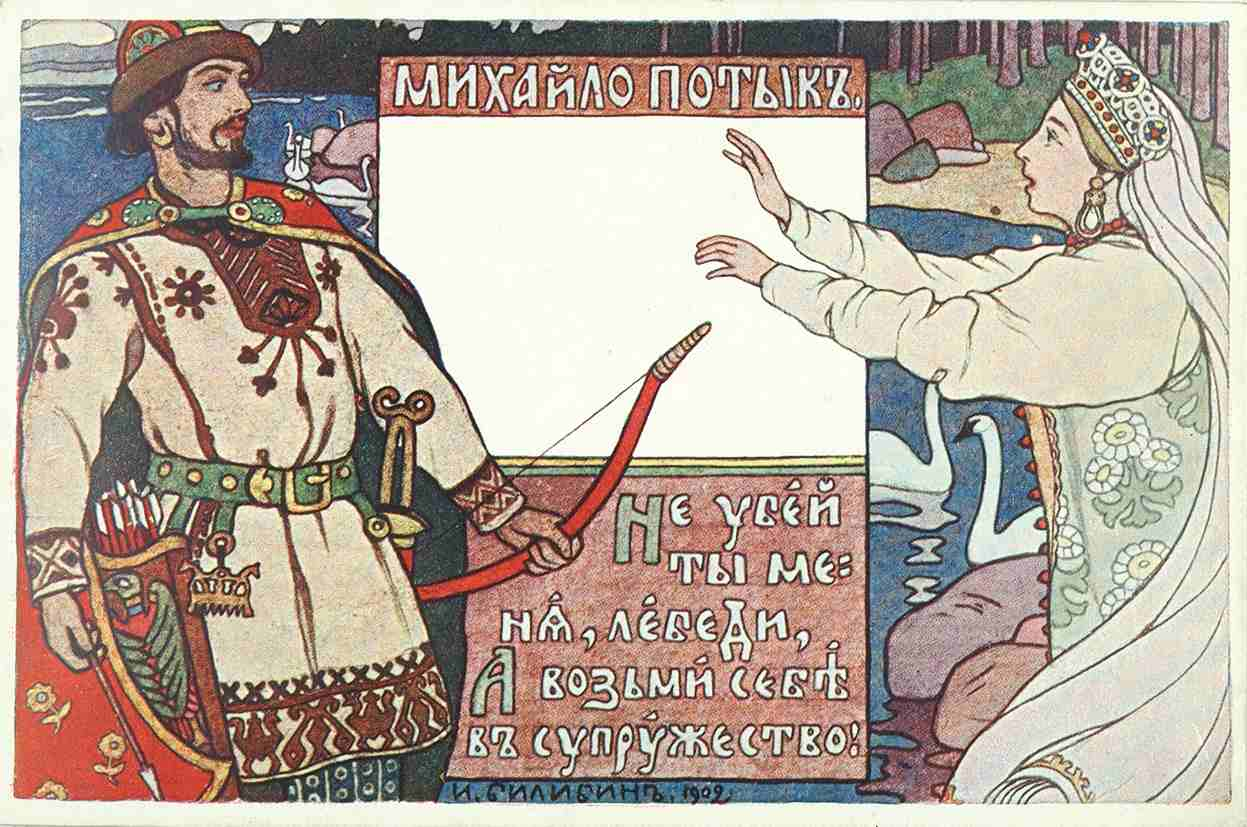
Михайло Потык. 1902
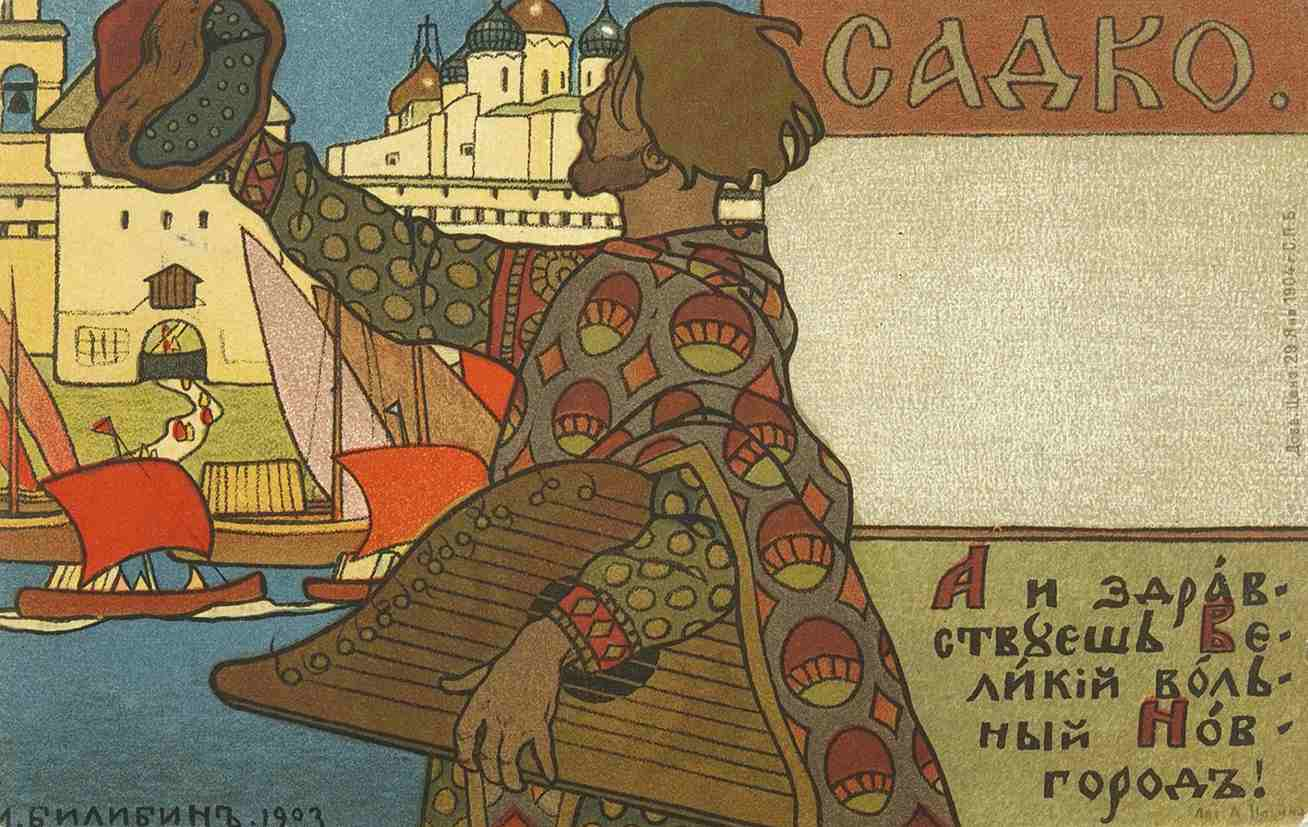
Садко. 1903
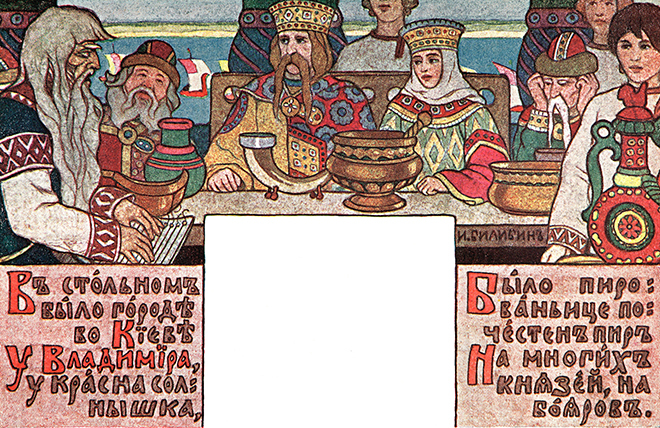
Пир у князя Владимира. 1902
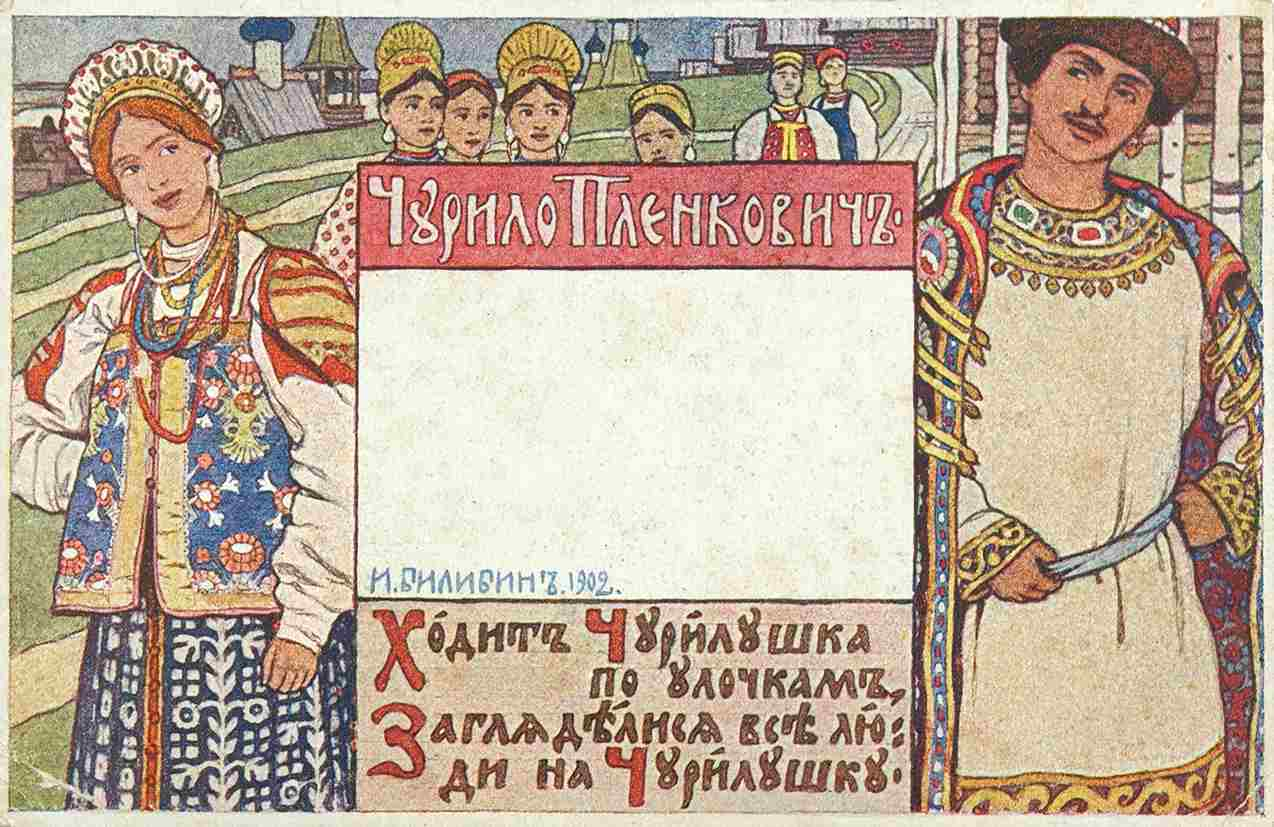
Чурило Пленкович. 1902

## Публикации текстов и документов
- Билибин И. Я. и др. Иван Яковлевич Билибин : Статьи. Письма. Воспоминания о художнике / Ред.-сост., авт. вступ. статьи и коммент. С. В. Голынец. — Л. : Художник РСФСР, 1970. — 276 с.
- Билибин И. Я. И. Я. Билибин в Египте (1920—1925) : Письма, документы и материалы / Сост., предисл. и примеч. В. В. Беляков. — М. : Дом Русского Зарубежья им. Александра Солженицына — Русский путь, 2009.